# Gunnera manicata
Gunnera manicata là một loài thực vật có hoa trong họ Dương nhị tiên. Loài này được Linden ex Delchev, mô tả khoa học đầu tiên năm 1867. Gunnera manicata được coi là loài thực vật thân thảo có lá to nhất thế giới. Phân bố chủ yếu tại Trung Mĩ và Nam Mĩ.

## Hình ảnh

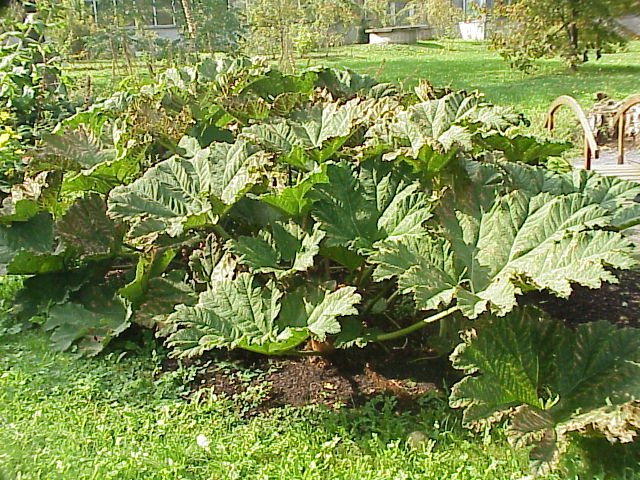
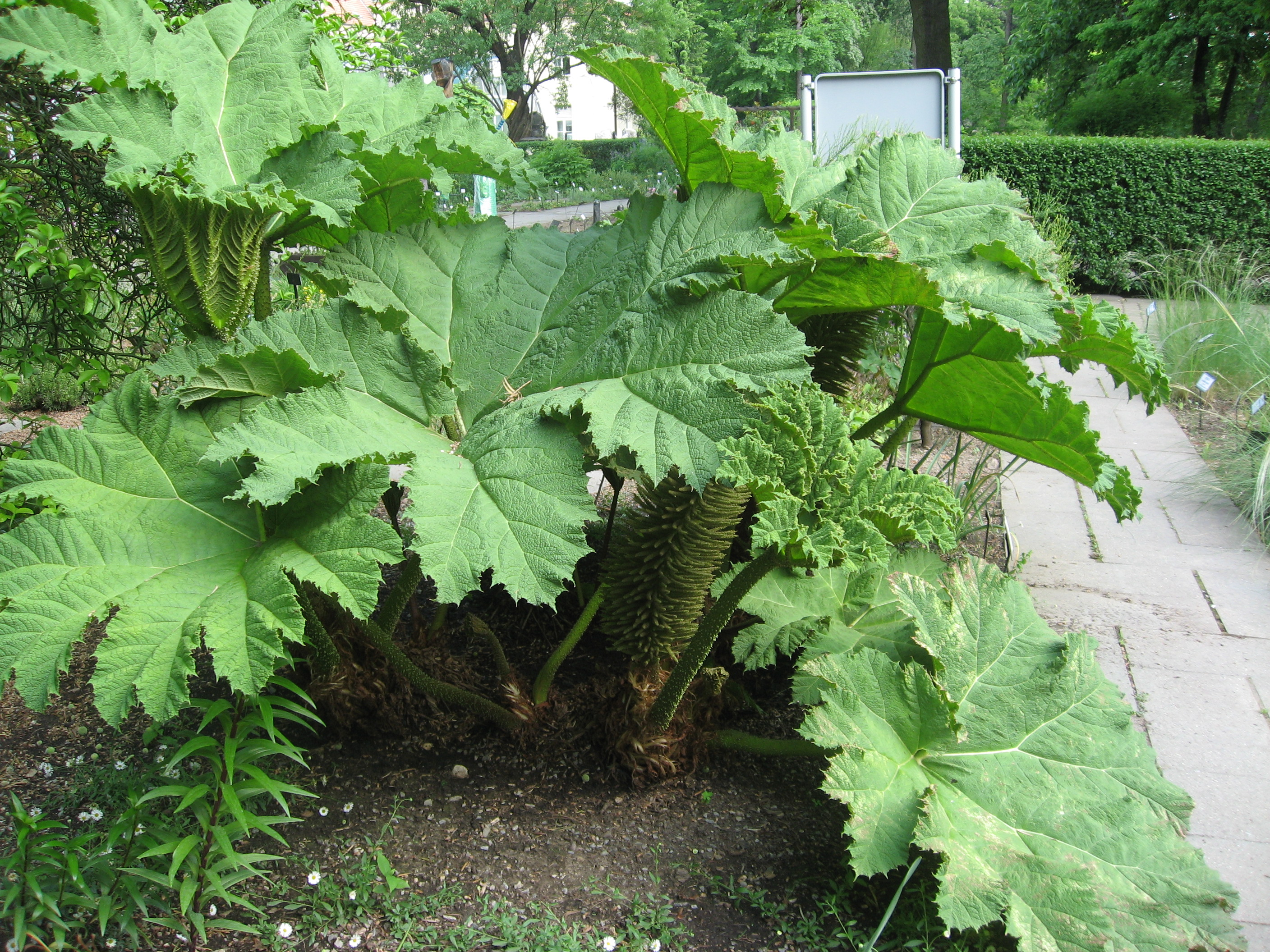
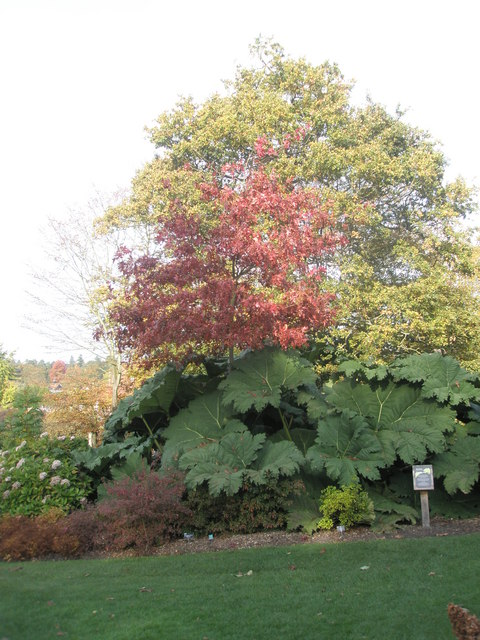
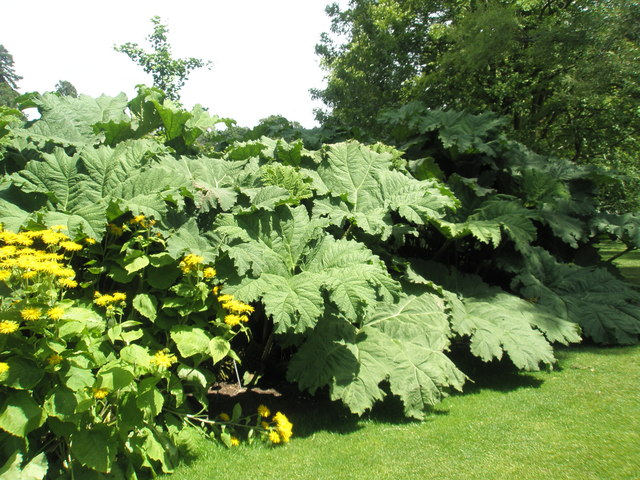